# Aeroporto Modibo Keïta-Sénou
L'aeroporto Modibo Keïta-Sénou (IATA: BKO, ICAO: GABS) è un aeroporto maliano che serve la capitale Bamako. È situato a 15 km a sud-est del centro.

## Storia
L'aeroporto fu aperto al traffico nel 1974. L'anno successivo fu completato il terminal passeggeri.
In occasione della Coppa delle nazioni africane 2002, che si tenne in Mali, fu realizzato un secondo terminal passeggeri. Nel 2010 sono state realizzate tutta una serie d'infrastrutture volte ad ingrandire e modernizzare l'aeroporto di Bamako. È stato quindi realizzato un nuovo terminal, nuovi accessi stradali, parcheggi e di un nuovo sistema fognario e di trattamento dei rifiuti.
Dal gennaio 2016 è intitolato a Modibo Keïta (1915-1977), Presidente del Mali dal 1960 al 1968.